# モノクローム (BENNIE Kの曲)
「モノクローム」は、BENNIE Kの13枚目のシングル。2008年2月20日発売。発売元はフォーライフミュージックエンタテイメント。

## 解説
表題曲は、日本テレビ系テレビドラマ『貧乏男子 ボンビーメン』の主題歌に起用された。BENNIE Kにとって初のドラマ主題歌となった。

## 収録曲
1. モノクローム
2. Speak no Evil
3. HOME / with 2BACKKA
4. モノクローム〜Instrumental〜

## 参加ミュージシャン
4曲目の「モノクローム〜Instrumental〜」は省略。
- 作詞：BENNIE K（#1 - 3）、HAMMER（#3） 、Mago（#3）
- 作曲：BENNIE K（#1 - 3）、SiZK（#1） 、Mine-Chang（#2）、2BACKKA（#3）
- 編曲：SiZK（#1）、Mine-Chang （#2）、2BACKKA（#3）
- ギター：Atsushi（DELTA THROB）（#1,2）、Hiroshi Furukawa（#3）
- ベース：Rui（Puff Soul）（#1,2）
- ドラム：MITSU（#1）
- カット：DJ HI-KICK（#1 - 3）
- ストリングスアレンジ：Shin Kono（#1）
- ストリングス：Gen Ittetsu Group（#1）
- ピアノ：JUNKOO（#3）